# Anna Ratibořská
Anna Ratibořská (asi 1292/1298 – asi 1340) byla ratibořská kněžna, opavská kněžna a manželka Mikuláše II. Opavského.
Narodila se asi v letech 1292–1298 jako dcera ratibořského knížete Přemka a jeho manželky Anny, dcery mazovského knížete Konráda II. Asi v roce 1318 se provdala za opavského knížete Mikuláše II. Opavského. Po smrti svého bratra Leška Ratibořského v roce 1336 spolu se svým manželem zdědila ratibořské knížectví, které po jejich smrti zdědil jejich jediný syn Jan I. Ratibořský. Zemřela snad roku 1340 a byla pravděpodobně pohřbena v klášteře dominikánek v Ratiboři.